# Пазарджък
Пазарджък (на турски: Pazarcık) е град в Централна Южна Турция, ил (област) Кахраманмараш, илче (околия) Пазарджък, административен център на едноименните околия и община.

## История
Районът е обитаван от Древността. Градът е бил в състава на редица държави, в Османската империя е от XVI век.
В него е епицентърът на опустошителното земетресение (с магнитуд от 7,8 степен по скалата на Рихтер) в Южна Турция и Северна Сирия на 6 февруари 2023 г.